# جو دوکورث (بازیکن فوتبال)
جو دوکورث (انگلیسی: Joe Duckworth; ۲۹ آوریل ۱۸۹۸ – ۱۹۶۵ (۶۶−۶۷ سال)) بازیکن فوتبال اهل بریتانیا بود.
از باشگاه‌هایی که در آن بازی کرده‌است می‌توان به باشگاه فوتبال برایتون اند هوو آلبیون، باشگاه فوتبال بلکبرن روورز، باشگاه فوتبال یورک سیتی، و باشگاه فوتبال ردینگ اشاره کرد.